# Eleições parlamentares no Quirguistão em 2015
As eleições parlamentares foram realizadas no Quirguistão em 4 de outubro de 2015.

## Sistema eleitoral
Os 120 assentos no Conselho Supremo foram eleitos por representação proporcional em um único círculo eleitoral nacional, com um limite eleitoral de 7% a nível nacional, bem como 0,7 % em cada uma das nove províncias. Nenhum partido tem permissão para ter mais de 65 assentos. As listas partidárias eram necessárias para ter pelo menos 30% dos candidatos de cada gênero, e cada quarto candidato tinha que ser de um gênero diferente. Cada lista também era exigida para ter pelo menos 15% dos candidatos provenientes de minorias étnicas.
O cadastramento biométrico de eleitores foi introduzido após alegações de manipulação de votos em eleições anteriores.

## Campanha
Vários partidos políticos foram formados antes das eleições, muitas vezes como uma tentativa do rico quirguiz de promover seus próprios interesses. O primeiro-ministro em exercício Temir Sariyev alegou que lugares em listas partidárias foram vendidos aos licitantes, com rumores circulando de que um lugar alto na lista de um partido custava entre US$ 500.000 e £1.000.000.
Mais de 10% dos candidatos em potencial foram impedidos de concorrer devido a condenações criminais, enquanto o líder de um partido, um ex-boxeador, foi banido depois que foi alegado que eles espancaram um candidato rival.

## Conduta
Embora houvesse alguns relatos de fraude eleitoral, a missão da OSCE afirmou que as eleições tinham sido "animadas e competitivas" e "únicas nesta região", enquanto a missão PACE afirmava que os eleitores tinham "feito sua escolha livremente entre um grande número de concorrentes".
No entanto, a OSCE observou problemas com o cadastramento biométrico do eleitor, com muitas pessoas não tendo se cadastrado a tempo de receber suas carteiras de identidade. O Conselho da Europa levantou preocupações quanto à transparência das campanhas e ao financiamento partidário, afirmando que ela deveria ser melhorada.

## Resultados
|                                      |           |        |          |      |
| Partido                              | Votos     | %      | Assentos | +/–  |
| Partido Social Democrático           | 435,968   | 27.35  | 38       | +12  |
| Respublika-Ata Zhurt                 | 320,115   | 20.08  | 28       | –23  |
| Quirguistão                          | 206,094   | 12.93  | 18       | Novo |
| Onuguu-Progresso                     | 148,279   | 9.30   | 13       | Novo |
| Bir Bol                              | 135,875   | 8.52   | 12       | Novo |
| Partido Socialista Ata Meken         | 123,055   | 7.72   | 11       | –7   |
| Quirguistão Unido - Emgek            | 97,869    | 6.14   | 0        | 0    |
| Zamandash                            | 43,405    | 2.72   | 0        | 0    |
| Quirgu Quirgu                        | 23,899    | 1.50   | 0        | Novo |
| Ar-Namys                             | 12,807    | 0.80   | 0        | –25  |
| Meken Yntymagy                       | 12,679    | 0.80   | 0        | Novo |
| Congresso dos Povos do Quirguistão   | 9,619     | 0.60   | 0        | Novo |
| Aalam                                | 6,398     | 0.40   | 0        | Novo |
| Azattyk                              | 5,355     | 0.34   | 0        | Novo |
| Contra todos                         | 12,428    | 0.78   | –        | –    |
| Total                                | 1,593,845 | 100.00 | 120      | 0    |
|                                      |           |        |          |      |
| Votos válidos                        | 1,593,845 | 98.01  |          |      |
| Votos inválidos/em branco            | 32,410    | 1.99   |          |      |
| Total de votos                       | 1,626,255 | 100.00 |          |      |
| Eleitores registrados/comparecimento | 2,761,297 | 58.89  |          |      |
| Fonte: CEC                           |           |        |          |      |